# 馬場直幸
馬場 直幸（ばば なおゆき）は、フジ・メディア・テクノロジー代表取締役社長、テクニカルプロデューサー、テクニカルディレクター。バラエティ、音楽番組などの副調整室で技術を担当。

## テクニカルプロデューサー
- SMAP×SMAP
- HEY!HEY!HEY! MUSIC CHAMP

## テクニカルディレクター
- 新堂本兄弟
- とんねるずのみなさんのおかげでした

他

## カメラ
- 夜のヒットスタジオ
- FNS歌謡祭
- スターどっきり㊙報告
- オールスター水泳大会 IN 大磯ロングビーチ
- 夕やけニャンニャン
- ものまね王座決定戦

他